# بک جی یونگ
بک جی یونگ (کره‌ای: 백지영؛ زادهٔ ۲۵ مارس ۱۹۷۶) همچنین با نام بک زی یونگ (انگلیسی: Baek Z Young) نیز شناخته می‌شود، خواننده اهل کره جنوبی است. او حرفه موسیقی خود را در سال ۱۹۹۹ با انتشار آلبوم اندوه آغاز کرد. او در طول حرفه خود هشت آلبوم استودیویی منتشر کرده‌است.